# Dimorphozoum nobile
Dimorphozoum nobile är en mossdjursart som först beskrevs av Thomas Hincks 1891. Dimorphozoum nobile ingår i släktet Dimorphozoum och familjen Beaniidae. Inga underarter finns listade i Catalogue of Life.